# Olympische Jugend-Sommerspiele 2014/Teilnehmer (Bulgarien)
| Gelbes Symbol für Goldmedaillen mit stilisierten Olympischen Ringen | Graues Symbol für Silbermedaillen mit stilisierten Olympischen Ringen | Braundes Symbol für Bronzemedaillen mit stilisierten Olympischen Ringen |
| ------------------------------------------------------------------- | --------------------------------------------------------------------- | ----------------------------------------------------------------------- |
| 2                                                                   | 4                                                                     | —                                                                       |

Die Jugend-Olympiamannschaft aus Bulgarien für die II. Olympischen Jugend-Sommerspiele vom 16. bis 28. August 2014 in Nanjing (Volksrepublik China) bestand aus 27 Athleten.

## Athleten nach Sportarten

### Badminton
| Mädchen - Marija Mizowa Einzel: 17. Platz Mixed: 25. Platz (mit Abdelrahman Abdelhakim Ägypten) | Jungen - Wladimir Schischkow Einzel: 9. Platz Mixed: 25. Platz (mit Luise Heim Deutschland) |

### Bogenschießen
| Mädchen - Raliza Gentschewa Einzel: 17. Platz Mixed: 17. Platz (mit Florian Faber Schweiz) | Jungen - Damjan Datschew Einzel: 17. Platz Mixed: 9. Platz (mit Hema Latha Boda Indien) |

### Boxen
Jungen
- Daniel Assenow
Fliegengewicht: 5. Platz
- Duschko Michajlow
Bantamgewicht: Silber
- Blagoj Najdenow
Halbschwergewicht: Gold

### Gewichtheben
| Mädchen - Wanja Luchowa Mittelgewicht: DNF | Jungen - Boschidar Andreew Leichtgewicht: Gold |

### Judo
| Mädchen - Betina Temelkowa Klasse bis 52 kg: Silber Mixed: 5. Platz (im Team Ruska) | Jungen - Stojan Tarapanow Klasse bis 66 kg: 13. Platz Mixed: 9. Platz (im Team Kano) |

### Leichtathletik
Jungen
- Iwo Balabanow
2000 m Hindernis: 7. Platz
8 × 100 m Mixed: 44. Platz

### Moderner Fünfkampf
Jungen
- Yavor Peshleevski
Einzel: 5. Platz
Mixed: 16. Platz (mit Javiera Rosas  Chile)

### Rhythmische Sportgymnastik
Mädchen
- Katerina Marinowa
Einzel: 9. Platz
- Elena Binewa
- Alexandra Mitrowitsch
- Emilija Raditschewa
- Sofija Rangelowa
- Gabriela Stefanowa
Mannschaft: Silber

### Ringen
Jungen
- Kiril Milow
Griechisch-römisch bis 85 kg: Silber

### Rudern
Mädchen
- Dessislawa Georgiewa
Einer: 5. Platz

### Schießen
| Mädchen - Lidija Nentschewa Luftpistole 10 m: 15. Platz Mixed: Gold (mit Vladimir Svechnikov Usbekistan) | Jungen - Aleksandar Todorow Luftpistole 10 m: 4. Platz Mixed: 8. Platz (mit Elise Downing Australien) |

### Schwimmen
| Mädchen - Georgiya Kadoglu 50 m Brust: 26. Platz 200 m Brust: 11. Platz 200 m Lagen: 15. Platz | Jungen - Danail Slawtschew 50 m Rücken: 21. Platz 100 m Rücken: 30. Platz |

### Segeln
Mädchen
- Wiktorija Chinkowska
Byte CII: 20. Platz

### Turnen
Jungen
- Vladimir Tushev
Einzelmehrkampf: 17. Platz
Ringe: 4. Platz